# Бактерицидна лампа

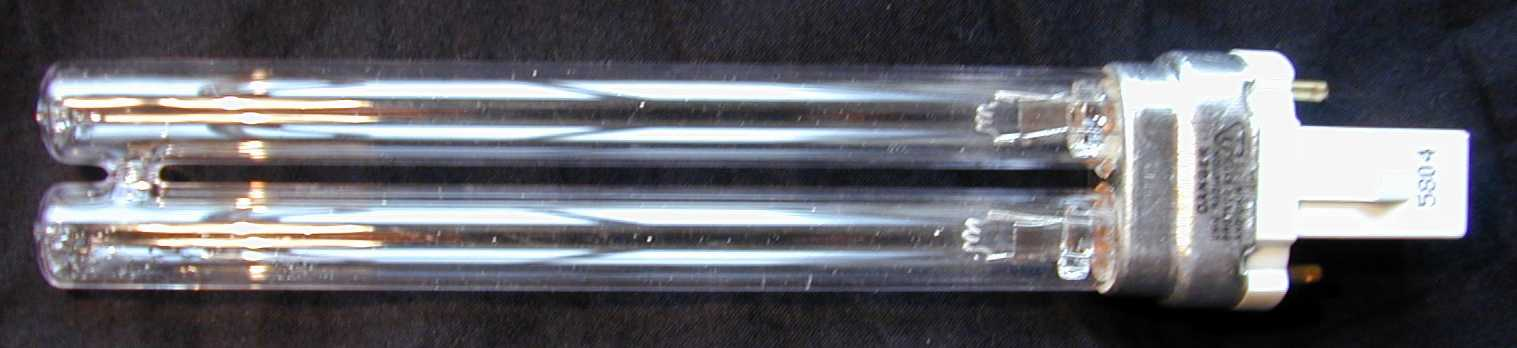
Бактерицидна лампа

Бактериц́идна лáмпа[джерело?] — збірне поняття про різновиди ламп, що використовуються для знезараження приміщень від мікробів, бактерій, вірусів[джерело?] тощо. Широко застосовуються в медицині і промисловості для знезараження робочих поверхонь меблів, стін, підлоги, стелі, повітря, продуктів харчування.
Бактерицидні лампи низького тиску, типу ДБ (дугові бактерицидні), є джерелом ультрафіолетового випромінювання з довжиною хвилі 253,4-253,7 нм (УФ-С) (короткі хвилі, або ж середній ультрафіолет UVC), яке має сильну знешкоджуючу дію щодо патологічної флори та вірусів[джерело?].